# 続サラリーマン忠臣蔵
『続サラリーマン忠臣蔵』（ぞくサラリーマンちゅうしんぐら）は、1961年2月25日に東宝系で公開された日本映画である。カラー。東宝スコープ。

## 概要
『東宝サラリーマン映画100本記念映画』と銘打って製作された『サラリーマン忠臣蔵』の続編にして、『社長シリーズ』第9作。
本作は、前作ラストで吉良に辞表を叩き付けた大石らが、新たに「大石商事」を設立し、赤穂産業との株主総会で勝利するまでを描く。また本作では、森繁が社長、加東が専務、寺岡が課長と、本来の役割に戻っている。
なお冒頭では、森繁の解説による前作のあらすじが行われているが、これは『社長シリーズ』では『続へそくり社長』についで2度目である。

## ストーリー
貸しビルの一角を借りて「大石商事」が発足、やがて旧浅野派が次々と赤穂産業から転職、元エレベーターガールの「ヤスベエ」こと堀部安子も入り、その数は47名となった。早速大石社長はアーマン商会の特許を売り込もうと、天野化学の肥後専務を才子のクラブに接待するが、中々進展しない。更にそのクラブに、寺岡課長の妹・軽子が働いていたので驚く。というのも、赤穂産業退社後に夫で元秘書・早野寛平と共に暮らしていた所、かつての常務で赤穂産業の専務となっていた大野久兵衛の息子・定五郎に襲われ、寛平がはずみで定五郎の所持していた銃を撃ったため殺人未遂で逮捕され、この有様だという。
商談は成立せず給料も払えないピンチになった大石は、自宅を売って給料にすると、寺岡の家に下宿。一方息子の力は、大野の娘・小奈美との恋に吉良の妨害が入って大弱り、その上吉良は色々な所で妨害して大石商事は大ピンチ。事を知った寺岡も、軽子に肥後の言う事を聞く様に頼むが失敗、こうなったら最後の手段、大石と寺岡は直接天野化学社長・天野義平に談判、ところが意外にも、あっさり契約を取り交わした。それもそのはず、肥後は吉良の秘書・伴内に買収されていたのだ。かくて、大石商事の株は急上昇した。一方で赤穂産業は業績が悪化、たちまち株価が下落する。
そして12月14日、大石は全社員を「山科」に集める。ボーナス支給かと沸く一同だったが、彼が渡したのは何と赤穂商事の株券だった。密かに証券会社の協力を得ていた大石は、ボーナスを全て赤穂商事の株価買取に当て、それを持って株主総会に乗り込むことを宣言する。ついに大石商事47名による吉良社長への討ち入りが始まったのだ。総会当日。総会は大荒れに荒れ、社長の退陣要求を実行するも株の総額が足りず却下されそうになる。万事休すかと思われたその時、寺岡が才子から渡された株の委任状を思い出し目の前に叩きつけた。これで一発逆転、とうとう吉良の社長解任が決定する。心臓に持病のあった吉良はショックのあまり倒れてしまう。勝利に沸く中、本懐を遂げた大石は一人涙するのだった。
やがて大石商事と赤穂産業は合併し、新生「赤穂商事」として再出発。新社長は浅野の親友で若狭金属の社長である桃井が就任、大石は専務に戻った。更に早野も疑いが晴れ秘書に復帰、その上寺岡も才子と結婚することになった。かくて赤穂産業ビルの屋上で開かれた祝賀会は、盛大に行われた。

## スタッフ
- 製作：藤本真澄
- 原案：井原靖男（井手俊郎＋笠原良三＋戸板康二＋田波靖男）
- 脚本：笠原良三
- 監督：杉江敏男
- 撮影：完倉泰一
- 音楽：神津善行
- 美術：村木与四郎
- 照明：金子光男
- 録音：三上長七郎
- スチル：田中一清

## キャスト
- 大石良雄：森繁久彌
- 大石律子：久慈あさみ
- 大石力：夏木陽介
- 芸者加代次：新珠三千代
- 吉良剛之介：東野英治郎
- 小野寺十三郎：加東大介
- 小野寺丹子：坪内美詠子
- 大野久兵衛：有島一郎
- 大野定五郎：三橋達也
- 大野小奈美：団令子
- 寺岡平太郎：小林桂樹
- 早野寛平：宝田明
- 早野軽子：司葉子
- 伴内耕一：山茶花究
- 桃井和雄：三船敏郎
- 角川本蔵：志村喬
- 一文字才子：草笛光子
- 天野義平：左卜全
- 肥後豊：南道郎
- 山鹿之行：河津清三郎
- 堀部安子：中島そのみ
- 赤垣源造：藤木悠
- 磯貝十郎：江原達怡
- 岡野欣哉：児玉清
- 倉橋伝介：沢村いき雄
- 竹林唯七：八波むと志
- 清水一角：小杉義男
- そば屋のおやじ：柳家金語楼
- 原部長：大友伸
- 吉田部長：宮田羊容
- ホステスA：塩沢とき
- 牧童直助：大村千吉
- 大高玄五郎：桐野洋雄
- 矢頭門七：山田彰
- 神崎洋子：丘照美
- 肥後の連れの女：小西瑠美
- 芸者A：園田あゆみ
- 水谷勇
- 矢田稔

## エピソード
- 2009年12月31日、同年11月10日に逝去した森繁久彌を偲んで、本作がテレビ東京の年末特番『大みそかシネマスペシャル』の一環として、15:00 - 16:55（JST）で放送、スタジオパートでは劇伴の神津善行や軽子役の司葉子らが出演し、当時を振り返った。
- なお、前作は放送しなかったが、「あらすじ」は放送、その場面では、出演者と役名のテロップが添えられた（一部を除き）。

| テレビ東京 大みそかシネマスペシャル | テレビ東京 大みそかシネマスペシャル | テレビ東京 大みそかシネマスペシャル |
| 前番組                              | 番組名                              | 次番組                              |
| ----------------------------------- | ----------------------------------- | ----------------------------------- |
| オリヲン座からの招待状 （2008年）   | 続サラリーマン忠臣蔵 （2009年）     | エレキの若大将 （2010年）           |

## 同時上映
『背広三四郎 男は度胸』
- 脚本：吉田勝弥／監督：岩城英二／主演：船戸順